# Safura
Safura, pseudonimo di Səfurə Əlizadə, talvolta anche indicata erroneamente come Safura Alizadeh (Baku, 20 settembre 1992), è una cantante e sassofonista azera.
La sua prima apparizione come cantante è avvenuta all'età di 6 anni, per poi prendere lezione di violino, pianoforte e saxofono. Ha rappresentato l'Azerbaigian all'Eurovision Song Contest 2010 con la canzone Drip Drop, chiudendo quinta. Ha poi presentato i voti azeri nelle due successive edizioni.

## Discografia
- 2010 - It's My War